# Pasiphilodes testulata
Pasiphilodes testulata är en fjärilsart som först beskrevs av Achille Guenée 1857b.  Pasiphilodes testulata ingår i släktet Pasiphilodes och familjen mätare. Inga underarter finns listade i Catalogue of Life.

## Bildgalleri

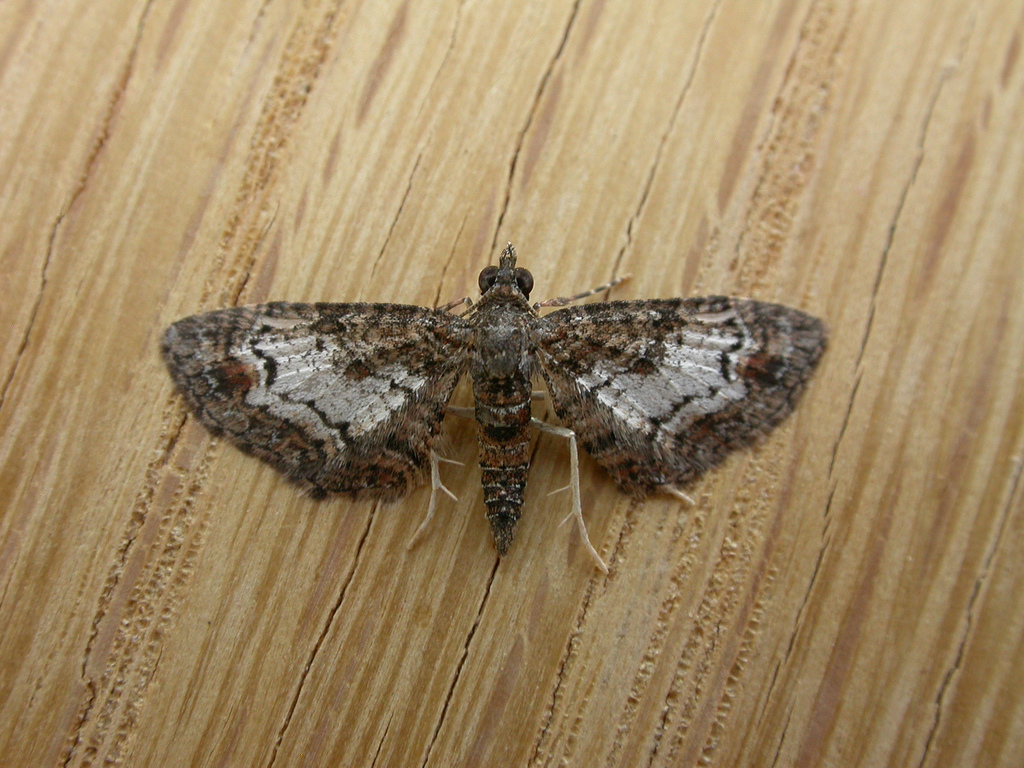